# Global Water Partnership
Global Water Partnership (GWP) är ett globalt nätverk skapat för att lyfta fram och främja integrerad vattenresursförvaltning (Integrated Water Resources Management, IWRM), framför allt genom att erbjuda praktisk rådgivning inom områden rörande hållbar hantering av vattenresurser. GWP är öppet för alla typer av organisationer, bland annat regeringar, FN:s operativa program och underorgan, samt forskningsinstitut. 

## Bakgrund
Flera stora internationella konferenser och överenskommelser bidrog till att GWP formades: 1) 1972: Förenta Nationernas Konferens om Mänsklig Miljö; 2) 1977: Förenta Nationernas Vattenkonferens i Mar del Plata; 3) 1992: Dublinkonferensen, som var ett förberedande möte inför Rio konferensen (UNECD) som hölls i Rio de Janeiro senare samma år. I Dublin lades grunden för det som senare skulle utmynna i IWRM:s och GWP:s arbete; 4) Agenda 21. 
GWP grundades 1996 av Världsbanken, Förenta nationernas utvecklingsprogram (UNDP) och Styrelsen för internationellt utvecklingssamarbete (Sida). Efter att ursprungligen ha varit en del av Sida så blev GWP en egen mellanstatlig organisation 2002. Sekretariatet är baserat i Stockholm, Sverige. 

## Organisationens struktur

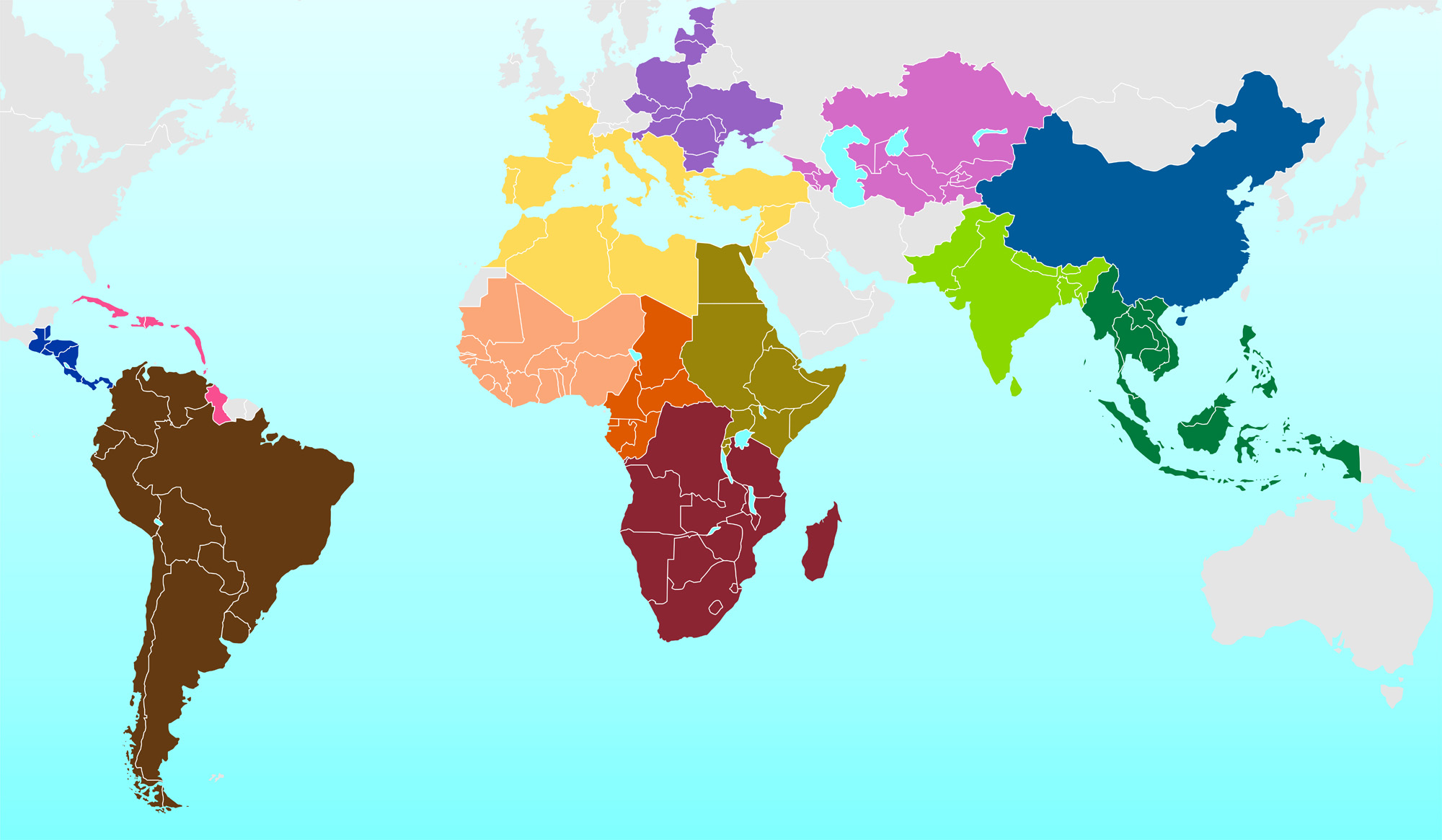
En karta över nätverket Global Water Partnership

Nätverket består av 13 regionala vattenpartnerskap, 84 statliga vattenpartnerskap, samt över 2,800 övriga partners lokaliserade i 169 länder. De 13 regionerna där GWP arbetar är: Södra Afrika, Östra Afrika, Västra Afrika, Medelhavet, Central- och Östeuropa, Karibien, Centralamerika, Sydamerika, Centralasien och Kaukasus, Södra Asien, Sydöstra Asien och Kina. Alla GWP:s aktiviteter koordineras från sekretariatet i Stockholm. 
Dr Ursula Schaefer-Preuss är GWP:s ordförande sedan januari 2013. Dr Ania Grobicki är verkställande sekreterare. Dr Mohamed Ait-Kadi sitter som ordförande för GWP:s tekniska kommitté. Dr Ismail Serageldin and Margaret Catley-Carlson är båda GWP:s beskyddare. 

## Vision och strategiska mål
GWP arbetar för en värld där tillgången till vatten är tryggad genom hållbar hantering av jordens vattenresurser. GWP har fyra strategiska mål: 1) Främja vatten som en viktig del av hållbar nationell utveckling; 2) Lyfta fram kritiska utmaningar inom utvecklingsarbetet; 3) Främja kunskapsutbyte; 4) Bygga ett effektivt nätverk

## Verksamhet
GWP arbetar som en plattform för att skapa dialog mellan olika aktörer och organisationer. Det satsas mycket på kapacitetsuppbyggnad och kunskapsutbyten genom publikationer, kurser, möten, workshops samt hemsidan för IWRM Toolbox. IWRM Toolbox är en gratis databas som tillhandahåller lokala, nationella och globala exempel på hur IWRM verkställs i praktiken.  

## Kontroverser
Den 16:e oktober 2024 berättade SvD att högt uppsatta inom organisationen har använt svenska biståndspengar till tjänsteresor runt jorden med förstaklassbiljett. Under tjänsteresorna har ordföranden spenderat tid på att måla tavor och andra rekreationsaktiviteter som inte är associerade till verksamheten.